# 富士山ひょうた
富士山 ひょうた（ふじやま ひょうた、1月28日 - ）は、日本のボーイズラブ漫画家、イラストレーター。女性。東京都在住。石川県金沢市出身。血液型はA型。以前使用していた「富士山 ひょーた」、「富士山 ひょう太」、「富士山 ひょー太」のペンネームで記載されることもある。

## 人物
テレビアニメ『鎧伝サムライトルーパー』、『幻想水滸伝』I、II（ビクトール×フリック）、『スラムダンク』の同人誌を出版していた。現在、同人活動は休止中。
イベント会場にて、『ダリア』の担当者にボーイズラブ小説のイラストを描かないかと声をかけられたことがきっかけで商業誌デビューする。
ペンネームの由来は、『鎧伝サムライトルーパー』の主人公・真田遼の持つ武器・烈火剣が折れると、富士山の火口のマグマで修復していたことから。「ひょうた」は適当に決めた。影響を受けた漫画家は、高橋留美子、井上雄彦など。

## 作品リスト

### 漫画作品
- 1Kアパ→トの恋（2001年2月発行 ガストコミックス 桜桃書房）→絶版
- 1Kアパ→トの恋・新装版（2004年4月発行 ダリアコミックス フロンティアワークス）
- わりとよくある男子校的恋愛事情 全2巻（2001年7月・2003年1月発行 ムービック）

出版元変更（1巻 2004年6月・2巻 2005年5月発行 ダリアコミックス フロンティアワークス）
- スペル（2003年7月発行 ムービック）
- スペル（2008年6月発行 ダリアコミックス フロンティアワークス）→ムービック版の再版
- 本気じゃねぇから（2003年10月発行 あすかコミックス 角川書店）
- ディア・グリーン（2003年12月発行 バーズコミックス ルチルコレクション 幻冬舎）
- ディア・グリーン 瞳の追うのは 全3巻（2005年3月・2006年12月・2009年9月発行 バーズコミックス ルチルコレクション 幻冬舎）
- 落下速度（2004年4月発行 ダリアコミックス フロンティアワークス）
- てっぺんのひまわり 全2巻（2005年5月・2006年4月発行 ダリアコミックス フロンティアワークス）
- 悪態は吐息とまざりあう（2005年6月発行 ビーボーイコミックス ビブロス）→絶版
- 悪態は吐息とまざりあう・新装版（2007年10月発行 ビーボーイコミックス リブレ出版）
- 悩むほどなら恋とよべ!（2007年6月発行 あすかコミックス 角川書店）
- 純情 全3巻（2007年1月・2007年12月・2009年3月発行 ダリアコミックス フロンティアワークス）
- 屋上風景（2007年9月発行 シャレードコミックス 二見書房）
- 下弦の月夜の物語1（2008年2月発行 花音コミックス CitaCitaシリーズ 芳文社）
- 悪態は腕の中でふたたび（2009年11月発行 ビーボーイコミックス リブレ出版）
- その手の熱を重ねて 全2巻（2010年1月・2011年1月発行 ダリアコミックス フロンティアワークス）
- 下弦の月夜の物語2（2010年2月発行　花音コミックス CitaCitaシリーズ 芳文社）
- 下弦の月夜の物語3（2011年7月発行　花音コミックス CitaCitaシリーズ 芳文社）
- 不測ノ恋情1（2011年12月発行 ダリアコミックス フロンティアワークス）
- 不測ノ恋情2（2013年1月発行 ダリアコミックス フロンティアワークス）
- 下弦の月夜の物語4・完結（2013年8月発行　花音コミックス CitaCitaシリーズ 芳文社）
- 不測ノ恋情3・完結（2014年4月発行 ダリアコミックス フロンティアワークス）
- 年下の彼の彼（2015年1月発行 ディアプラス・コミックス 新書館）
- 囁きは悪態と熱をはらむ（2015年6月発行 ビーボーイコミックス リブレ出版）
- 伝えていいの1・2（2015年8月発行 バーズコミックス ルチルコレクション 幻冬舎）
- 愛すべき男1（2016年4月発行 ディアプラス・コミックス 新書館）
- 愛おしさは悪態にひそむ（2017年5月発行 ビーボーイコミックス リブレ）
- 愛すべき男2（2017年8月発行 ディアプラス・コミックス 新書館）
- 肩と指先1（2018年1月発行 バーズコミックス ルチルコレクション 幻冬舎）
- その先のふたり（2019年5月発行 ディアプラス・コミックス 新書館）
- 肩と指先2（2019年7月発行 バーズコミックス ルチルコレクション 幻冬舎）
- 悪態は抱擁にかき消える（2021年5月発行 ビーボーイコミックスデラックス リブレ）
- キスまでの13センチ（2022年3月24日発売[2]、ルチルコレクション、幻冬舎コミックス）
- みちあふれるような（2022年8月9日発売[3]、ビーボーイコミックスデラックス、リブレ）

### 小説イラスト
- 不完全恋愛マニュアル 新田一実 （1996年12月発行 エクリプスロマンス 桜桃書房）
- 長嶺先生の憂鬱 新田一実 （1997年7月発行 エクリプスロマンス 桜桃書房）
- 久住先生の誤算 新田一実 （1998年11月発行 エクリプスロマンス 桜桃書房）
- 久住先生の告白 新田一実 （1998年11月発行 エクリプスロマンス 桜桃書房）
- 真夏の被害者 1 - 9 青池周 （1998年9月 - 2003年5月発行 シャレード文庫 二見書房）
- クールが熱い 1 - 4 新田一実 （2000年6月 - 2001年10月発行 エクリプスロマンス 桜桃書房）
- 出会って5秒 新田一実 （2000年12月発行 エクリプスロマンス 桜桃書房）
- 番組はそのままで! 剛しいら （2001年11月発行 ムービック ダリアノベルズ）
- 番組のその後で! 剛しいら （2002年4月発行 ムービック ダリアノベルズ）
- 医学教室の密やかな夜 柊平ハルモ （2002年1月発行 角川ルビー文庫 角川書店）
- ラブスキャンダルは罪作り 柊平ハルモ （2002年10月発行 角川ルビー文庫 角川書店）
- 恋愛個人教授 嶋田まな海 （2002年9月発行 ジーンノベルズ イーコネクション）
- きみと手をつないで 崎谷はるひ （2002年10月発行 ラキアノベルズ ハイランド）
- 3nights／4days 小塚佳哉 （2002年12月発行 ラキアノベルズ ハイランド）
- 星明かりの魚たち 島みのり （2003年4月発行 グラスブルーノベルズ パラダイム）
- Vanilla Heaven 欺波弓貴 （2003年6月発行 ラキアS.EXノベルズ ハイランド）
- 熱砂の夜にくちづけを 高尾理一 （2003年7月発行 ゲンキノベルズ ムービック）
- 眠る体温 麻生玲子 （2003年9月発行 ゲンキノベルズ ムービック）
- ペット心理療法士事件ファイル 1 - 6 新田一実 （2003年6月 - 2004年4月発行 パレット文庫 小学館）
- その胸元を吐息で濡らし… 麻生玲子 （2004年9月発行 ゲンキノベルズ ムービック）
- 法律事務所に恋が咲く 樹生かなめ （2004年1月発行 角川ルビー文庫 角川書店）
- 恋愛仁義〜俺の背中に手を出すな!〜 高月まつり （2004年2月発行 プラチナ文庫 プランタン出版）
- 恋愛仁義〜美背中は俺のもの!〜 高月まつり （2005年2月発行 プラチナ文庫 プランタン出版）
- 仁義ある蜜愛〜究極の美髪を求めて〜 高月まつり （2005年11月発行 プラチナ文庫 プランタン出版）
- 狩猟は夜に、君だけを 真上寺しえ （2004年5月発行 角川ルビー文庫 角川書店）
- 主演男優賞 油山浅野 （2004年10月発行 ダリア文庫 フロンティアワークス）
- 負けず嫌いな僕ら 渡海菜穂 （2004年10月発行 キルシェノベルズ マイクロマガジン）
- じれったい衝動 うえだ真由 （2004年11月発行 竹書房ラヴァーズ文庫 竹書房）
- 恋になる。榊花月 （2004年12月発行 花丸文庫 白泉社）
- キャットウォーク事件簿 1 - 4 新田一実 （2004年7月 - 2004年12月発行 パレット文庫 小学館）
- キャットテールレポート 1 - 7 新田一実 （2005年2月 - 2006年4月発行 パレット文庫 小学館）
- したたかに甘く、君を奪う 真上寺しえ （2005年1月発行 角川ルビー文庫 角川書店）
- ルーズな身体とオトナの事情 坂井朱生 （2005年9月発行 ルチル文庫 幻冬舎コミックス）
- フェイクなキスは秘密の約束 片山智森 （2005年12月発行 角川ルビー文庫 角川書店）
- わがままな束縛 愁堂れな （2006年3月発行 ダリア文庫 フロンティアワークス）
- 恋になるなら 渡海菜穂 （2007年12月発行 新書館ディアプラス文庫 新書館）
- 未完の恋 いおかいつき （2007年1月発行 花丸文庫 白泉社）
- つばめハイツ102号 榊花月 （2008年5月発行 キャラ文庫 徳間書店）
- 不実な男 久我有加 （2008年8月発行 新書館ディアプラス文庫 新書館）
- 青い鳥になりたい 久我有加 （2010年9月発行 新書館ディアプラス文庫 新書館）

### ドラマCD
- 1Kアパ→トの恋（2002年8月25日発売 サイバーフェイズ）
- わりとよくある男子校的恋愛事情（2003年8月22日発売 フロンティアワークス）
- 本気じゃねぇから（2004年4月23日発売 マリン・エンタテインメント）
- 純情（2009年5月27日発売 フロンティアワークス）
- 純情2（2010年4月21日発売 フロンティアワークス）
- その手の熱を重ねて（2011年7月27日発売 フロンティアワークス）
- 不測ノ恋情（2014年6月25日発売 フロンティアワークス）